# Beauvais-sur-Tescou
Beauvais-sur-Tescou är en kommun i departementet Tarn i regionen Occitanien i södra Frankrike. Kommunen ligger i kantonen Salvagnac som tillhör arrondissementet Albi. År 2022 hade Beauvais-sur-Tescou 376 invånare.

## Befolkningsutveckling
Antalet invånare i kommunen Beauvais-sur-Tescou
| Referens: INSEE |